# Rumskulla socken
Rumskulla socken i Småland ingick i Sevede härad (före 1891 även en del i Ydre härad), ingår sedan 1971 i Vimmerby kommun i Kalmar län och motsvarar från 2016 Rumskulla distrikt.
Socknens areal är 165,59 kvadratkilometer, varav land 160,43. År 2000 fanns här 572 invånare. Tätorten Rumskulla med sockenkyrkan Rumskulla kyrka ligger i socknen. 

## Administrativ historik
Rumskulla socken har medeltida ursprung.
1890 överfördes Rumskulla skate från Ydre härad och Östergötlands län till Sevede härad och Kalmar län. Rumskulla skate bestod av 18 mantal i Bockemåla, Gibberyd, Gnöst, Grönshult, Grönsved, Hamra, Häggarp, Kulla Nedre, Målebo, Norrhult, Sjöbo, Skuru, Snararp, Torsmåla, Tveta, Tyresbo, Viggesbo, Österhult samt fem utjordar. 
Vid kommunreformen 1862 övergick socknens ansvar för de kyrkliga frågorna till Rumskulla församling och för de borgerliga frågorna till Rumskulla landskommun. Landskommunen uppgick 1952 i Sevede landskommun och uppgick 1971 i Vimmerby kommun.
1 januari 2016 inrättades distriktet Rumskulla, med samma omfattning som församlingen hade 1999/2000.  
Socknen har tillhört samma fögderier och domsagor som Sevede härad. De indelta soldaterna tillhörde Kalmar regemente, Aspelands kompani och Första livgrenadjärregementet, Ydre kompani.

## Geografi och natur
Rumskulla socken ligger väster om Vimmerby kring Stångåns källflöden med Silverån i sydväst. Socknen är en höglänt kuperad sjörik skogsbygd med bebyggelsen koncentrerad till höjderna. Socknen har länets högsta höjder som når 292 meter över havet.År 1931 hade socknen 1224 hektar åker samt 12918 hektar skogsmark. De största insjöarna är Mossjön som delas med Pelarne socken och Hjorten.
I socknens norra del ligger Norra Kvills nationalpark, som grundades 1927. Ösjöfors pappersbruk i nordväst lades ner 1930. Vid byn Norra Kvill står Rumskullaeken (Kvills naturreservat), som är Europas största kända ek. Filmerna om Emil i Lönneberga spelades till stor del in vid en gård i Gibberyd 3 km nordväst om kyrkbyn.
Sätesgårdar var Ventzelholms bruk,, Rumskulla säteri och Viggesbo herrgård.
I Hylta fanns det förr ett gästgiveri.

### Geografisk avgränsning etc
Socknen gränsar i nordväst mot Svinhults socken, i sydväst mot Ingatorps socken och Hässleby socken, i söder mot Pelarne socken och i nordost och öster mot Södra Vi socken
Rumskulla sockens västligaste punkt ligger i Silverån mellan sjön Börlingen och Gnöstasjön, vilka båda utgör utvidgningar av ån. Punkten är ett "tresockenmöte" mellan Rumskulla, Ingatorps samt Svinhults socken. Den utgör därmed tillika ett "trelänsmöte" Kalmar - Jönköpings - Östergötlands län. I nordväst avgränsas socknen av Svinhults socken på en sträcka av cirka 15 km mellan Silverån och Stångån. Cirka 2 km uppströms Ydrehammar möts (mitt i ån) Rumskulla, Svinhult och Södra Vi socknar. Rumskulla socken avgränsas därefter i norr och nordost av Södra Vi socken.
I den nyss beskrivna norra delen av socknen ligger bland annat byarna Snararp, Almsåkra och Grönsved, samtliga väster om Stångån. Mellan ån och gränsen mot Södra Vi ligger bl.a. ovan nämnda Norra Kvills nationalpark. Parkens nordgräns utgör samtidigt sockengräns mot Södra Vi. I detta område ligger även gårdarna Norra- och Södra Kvill. Rumskullaeken ligger strax sydväst om den förstnämnda gården. Kvillsområdet avgränsas i söder av Ventzelholm och Rumskulla fritidsby, invid sjön Vimmern (140 m ö.h.).
I sydväst avgränsas Rumskulla socken av Ingatorps socken (Eksjö kommun, Jönköpings län) på en sträcka av cirka 7 km. Gränsen följer helt Silverån. Mitt i Silverån ligger ett "tresockenmöte" Rumskulla-Ingatorp-Hässleby. Härifrån följer gränsen mellan Rumskulla och Hässleby socken (Mariannelund Eksjö kommun) ån vidare nedströms cirka 8 km fram till Göreda bro på vilken riksväg 40 passerar Silverån. Här ligger Rumskulla sockens sydligaste punkt, vilken tillika utgör "tresockenmöte" Rumskulla-Hässleby-Pelarne.
Pelarne socken avgränsar Rumskulla i söder. Gränsen korsar bl.a. Mossjön (195 m ö.h.). Denna södra del av Rumskulla socken genomkorsas av riksväg 40 (sträckningen Vimmerby-Mariannelund-Eksjö). I närheten av riksvägen ligger bl.a. byarna Rökulla, Isfall, Björksnäs samt Tjurstorp. Vid Göreda bro går vägen mot Rumskulla samhälle norrut från riksväg 40. Avståndet till kyrkbyn från riksvägen är cirka 6 km.
I Stångån strax uppströms Iskälleberget (i Pelarne) ligger "tresockenmötet" Rumskulla-Pelarne-Södra Vi. Nära gränsen mellan Rumskulla och Södra Vi ligger Solbacka med träindustri.

## Fornlämningar
Kända från socknen är gravrösen från bronsåldern och gravar från järnåldern.

## Befolkningsutveckling
Befolkningen ökade från 1 249 1810 till 1 990 1870 varefter den minskade stadigt till 588 1990.

## Namnet
Namnet (1320 Rumskullum) kommer från kyrkbyn. Förleden är rum, 'öppen plats'. Efterleden är plural av kulle.